# Siegfried I. (Walbeck)
Siegfried I. von Walbeck († 15. März 991) war Graf von Walbeck und im Möckerngau.

## Leben
Siegfried war ein Sohn von Lothar II. von Walbeck und Mathilde von Arneburg. 972 wurde er erstmals erwähnt, als er in der Schlacht von Zehden gegen Mieszko I. von Polen an der Seite von Odo, Markgraf der Lausitz, kämpfte.
979 erhielt er mit seinen Brüdern die Grafschaft Möckerngau von Kaiser Otto II. 983 nahm er in Köln an der Beerdigung seines Bruders Liutar teil. Im Herbst desselben Jahres kämpfte er im Zuge des Slawenaufstandes am Tanger gegen slawische Verbände.
990 kämpfte er unter Kaiserin Theophanou gegen Boleslav II. von Böhmen. Danach zog er gegen die aufständischen Lutizen in Richtung Brandenburg. Dabei fiel er vom Pferd und starb am 15. März 991.

## Ehe und Nachkommen
Siegfried war verheiratet mit Kunigunde († 997), einer Tochter von Heinrich von Stade. Ihre Söhne waren
- Heinrich, Graf von Stade
- Friedrich (974 – nach 1018), Burggraf von Magdeburg
- Thietmar von Merseburg (975–1018), Bischof von Merseburg
- Siegfried († 1032), Bischof von Münster
- Brun († 1049), Bischof von Verden